# Агасфер (пантомима)
«Агасфер» — драматическое произведение Владимира Набокова, написанное им совместно с Иваном Лукашем и относящееся к русскому периоду его творчества. Было написано и опубликовано (с указанием в качестве авторов В. Сирина и Ивана Лукаша) в 1923 году.

## Сюжет и история текста
«Агасфер» представляет собой сценарий пантомимы на симфоническую музыку В. Ф. Якобсона. В нём Любовь скитается по миру, подобно Агасферу.
Сценарий был написан осенью 1923 года. 2 декабря того же года он был опубликован в русской эмигрантской газете «Руль», выходившей в Берлине. Известно, что Набоков потребовал с Якобсона тысячу долларов, но тот выплатил эту сумму не полностью.
При жизни Набокова «Агасфер» не переиздавался, как и все остальные его пьесы.